# Bacino Val Grande - Lavacci
Bacino Val Grande - Lavacci este o arie protejată (arie de protecție specială avifaunistică — SPA) din Italia întinsă pe o suprafață de 51 ha, integral pe uscat.

## Localizare
Centrul sitului Bacino Val Grande - Lavacci este situat la coordonatele 45°08′28″N 11°40′06″E / 45.141124°N 11.668402°E.

## Înființare
Situl Bacino Val Grande - Lavacci a fost declarat arie de protecție specială avifaunistică în august 2003 pentru a proteja 31 de specii de animale.

## Biodiversitate
Situată în ecoregiunea continentală, aria protejată conține 1 habitat natural: Lacuri eutrofice naturale cu vegetație de tip Magnopotamion sau Hydrocharition.
La baza desemnării sitului se află mai multe specii protejate:
- păsări (30): ciocârlie-de-câmp (Alauda arvensis), pescăruș albastru (Alcedo atthis), rață pitică (Anas crecca), rață mare (Anas platyrhynchos), egretă mare (Ardea alba), stârc cenușiu (Ardea cinerea), stârc roșu (Ardea purpurea), ciuf-de-pădure (Asio otus), cucuvea (Athene noctua), șorecarul comun (Buteo buteo), Cettia cetti, erete cenușiu (Circus pygargus), ciocănitoare pestriță mare (Dendrocopos major), egretă mică (Egretta garzetta), stârc pitic (Ixobrychus minutus), sfrâncioc roșiatic (Lanius collurio), privighetoare (Luscinia megarhynchos), codobatură galbenă (Motacilla alba), codobatură de munte (Motacilla cinerea), codobatura galbenă (Motacilla flava), stârc de noapte (Nycticorax nycticorax), grangur (Oriolus oriolus), Phalacrocorax carbo sinensis, pitulice de munte (Phylloscopus collybita), pitulice-fluierătoare (Phylloscopus trochilus), pițigoi-pungar (Remiz pendulinus), rață cârâitoare (Spatula querquedula), huhurez mic (Strix aluco), strigă (Tyto alba), nagâț (Vanellus vanellus)
- reptile (1): țestoasa de baltă (Emys orbicularis)

Pe lângă speciile protejate, pe teritoriul sitului au mai fost identificate 2 specii de plante, 1 specie de mamifere.